# Ibiza Global Radio
Ibiza Global Radio es una emisora de radio musical fundada por Joan Tur Riera en 2004. En el año 2007 para aumentar su proyección local e internacional, entra en su accionariado Grupo Prensa Pitiusa, empresa que tiene la propiedad de la reconocida emisora. Tiene su sede en Ibiza, España, y es considerada un referente en la escena de la música electrónica mundial. La emisora pincha las 24 horas música electrónica en su vertiente menos comercial, inspirada en el estilo de vida ibicenco. Su empresa matriz es el Grupo Prensa Pitiusa.

## Historia
Ibiza Global Radio es un proyecto que nace cuando su fundador, Juan Tur Riera, reconocido profesional de la industria radiofónica en Ibiza, visualizó el despegue e importancia incipiente de la música electrónica en la isla. Coincidiendo con la entrada en la empresa de Grupo Prensa Pitiusa en el año 2007, Ana Tur, hija de Joan Tur Riera y reconocida DJ, se puso al frente de la emisora de radio, colaborando de forma activa a su despegue y alcance actual con grandes profesionales que vivían con absoluta  pasión y entrega ilimitada esta fase inicial. 

## Disc-jockeys
Los DJs residentes de Ibiza Global Radio son:
- WOLO (www.officialwolo.com)
- José María Ramón
- REFF
- Igor Marijuan

Además, en el estudio de IGR han pinchado músicos como Carl Cox, Richie Hawtin, Christian Varela, Luciano, Marco Carola, 2Manydjs o Solomun.